# Дело A, B и C против Ирландии
Дело A, B и C против Ирландии — знаковое дело 2010 года Европейского суда по правам человека о праве на неприкосновенность частной жизни в соответствии со статьёй 8 Европейской Конвенции по правам человека. Суд отклонил аргумент о том, что статья 8 даёт право на аборт, но установил, что Ирландия нарушила Европейскую конвенцию о правах человека, не предоставив доступной и эффективной процедуры, с помощью которой женщина могла бы установить, имеет ли она право на законный аборт в соответствии с действующим ирландским законодательством.

## Факты
Три анонимные женщины, записанные в деле как «A, B и C», приехали в Соединённое Королевство, чтобы сделать аборт, потому что аборты были незаконными в Ирландии:13—26.

### А
А., считая, что её партнёр бесплоден, случайно забеременела. Она была незамужней, безработной, жила в бедности, страдала алкогольной зависимостью и имела четырёх детей (три в приёмных семьях) и одного ребёнка с инвалидностью. Осознавая риск подвергнуться послеродовой депрессии и чувствуя, что пятый ребёнок поставит под риск её стремление к трезвости, она заняла 650 евро у кредитора под высокие проценты для оплаты поездки и услуг частной клиники в Великобритании. Она тайно прибыла в Великобританию, не сказав об этом семье или социальным работникам. На обратном поезде из Дублина у неё началось обильное кровотечение, её доставили в больницу для расширения и выскабливания, после чего она неделями страдала от боли, тошноты и кровотечения, но не обращалась за медицинской помощью. После подачи иска в ЕСПЧ она снова забеременела и родила пятого ребёнка, борясь с депрессией. Однако она вернула опеку над двумя своими детьми.

### B
После того, как B забеременела, два разных врача сообщили, что существует риск внематочной беременности. Она одолжила кредитную карту друга, чтобы забронировать авиабилеты в Великобританию. Чтобы её семья не узнала об этом, он поехала в Великобританию одна. В клинике в Великобритании ей посоветовали сообщить ирландским врачам, что у неё случился выкидыш. Через две недели после возвращения в Ирландию у неё начали появляться тромбы, и она обратилась за помощью в клинику в Дублине, связанную с английской клиникой, вместо того, чтобы обращаться к обычному врачу из-за её неуверенности в законности аборта в Ирландии.

### C
C проходила курс химиотерапии от рака в течение трёх лет. Она хотела детей, но врач сказал, что плод может пострадать во время любой продолжающейся химиотерапии. Рак перешёл в ремиссию, и она непреднамеренно забеременела. Консультируясь со своим терапевтом о влиянии беременности на её здоровье и жизнь, а также о тестах на рак для плода, она утверждала, что получила недостаточную информацию из-за цензуры, которая стала последствием ирландского законодательства. Она самостоятельно исследовала проблемы в Интернете. Поскольку она не была уверена в рисках, она решила поехать в Великобританию, чтобы сделать аборт. Она не могла найти клинику для медикаментозного аборта, так как для этого необходимо проживать в Великобритании и находиться на последующем наблюдении, поэтому ей пришлось ждать ещё восемь недель, чтобы сделать хирургический аборт. Аборт был выполнен не полностью. У неё было продолжительное кровотечение и инфекция. Она утверждала, что врачи оказывали неадекватную медицинскую помощь, а её терапевт после последующих посещений не упомянул тот факт, что она больше не была беременна.

### Ирландский закон
Статья 40.3.3 Конституции Ирландии в редакции Восьмой поправки 1983 года гласила, что «государство признаёт право на жизнь нерожденных и, с учётом равного права на жизнь матери, гарантирует в своих законах уважать, и, насколько это практически возможно, защищать и отстаивать это право». Это было истолковано Верховным судом в деле X (1992) как разрешение на аборт только в том случае, если продолжение беременности может поставить под угрозу жизнь женщины (а не только её здоровье или другие интересы). Адвокат Джули Ф. Кей (от имени трех заявительниц), заявляла, что эти ограничения нарушили право заявительниц не подвергаться унижающему достоинству обращению в соответствии со статьёй 3, их право на уважение частной жизни в соответствии со статьей 8, а также их право на эффективные национальные средства правовой защиты в отношении этих прав в соответствии со статьёй 13 и право не подвергаться дискриминации в соответствии со статьёй 14.
С также утверждала, что её право на жизнь, с учётом опасности, связанной с запретом абортов, было нарушено в соответствии со статьёй 2. Прокурор Ирландии, Пол Галлахер, указал, что законы были одобрены на трех референдумах и ходатайствовал о прекращении дела на том основании, что A, B и C не исчерпали внутренних средств правовой защиты и что не было доказательств того, что они взаимодействовали с с юридическим или медицинским персоналом или учреждениями в Ирландии. Женщин поддерживало множество благотворительных организаций, в то время как различные пролайф (антиабортные) группы поддержали Ирландию.

## Решение
Суд постановил, что «статья 8 не может… толковаться как дающая право на аборт» :214. Тем не менее он посчитал, что Ирландия нарушила статью 8 в отношении третьей заявительницы С, поскольку было неясно могла ли она иметь доступ к аборту в ситуации, когда, по её мнению, её беременность была опасной для жизни. Проблема заключалась не в том, что информация была доступна, а в том, что C не могла найти и получить авторитетное юридическое определение прав в её ситуации:267. В этой связи он отметил «значительное сдерживающее действие» (цензуру):254 ирландского законодательства. Все остальные жалобы были отклонены. Все аргументы A, B и C о том, что статья 3 (право не подвергаться бесчеловечному и унижающему достоинство обращению), а также дополнительный аргумент C о нарушении статьи 2 (право на жизнь) были отклонены как «явно необоснованные»:159, 165. Жалобы А и В, на основании статьи 8, были отклонены, потому что, хотя он признал «серьезное воздействие оспариваемого ограничения в отношении первой и второй заявительниц»:239, ещё не существует достаточного консенсуса среди большинства Договаривающиеся государства:235, 112 относительно законности аборта. То есть Суд «не счел, что существует консенсус, который решительно сужает широкую свободу усмотрения государства»:236, 237. Таким образом, Ирландия имела широкую свободу усмотрения, чтобы поддерживать свои действующие законы, если они были достаточно ясными:241. Суд не счёл необходимым рассматривать жалобы заявителей отдельно по статье 14 Конвенции.

## Значимость
Вопреки надеждам или опасениям различных групп о том, что это дело может стать общеевропейским клоном исторического постановления Верховного суда США по делу Роу против Уэйда Европейский суд по правам человека подчеркнул, что однозначного решения о праве на аборт, в соответствии с Конвенцией, нет и что государства-члены имеют широкую свободу усмотрения на запрет абортов:233—237. Однако, учитывая нарушение права заявительницы C на неприкосновенность частной жизни, результат заставил Ирландию дополнительно уточнить, может ли и при каких обстоятельствах быть произведен аборт для спасения жизни беременной женщины.

## Разрешение
Правительство Ирландии созвало группу экспертов для рассмотрения последствий судебного решения. Группа экспертов сообщила Министерству здравоохранения за ночь до того, как стало известно о смерти Савиты Халаппанавар.
В 2013 году Ирландия приняла Закон о защите жизни во время беременности, рассмотрение которого Комитетом министров Совета Европы было признано закрытым.

### Документы
- Решение ЕСПЧ (полный текст)
- Пресс-релиз ЕСПЧ, 16.12.2010
- Joint Amicus Curiae Brief by the Center for Reproductive Rights and the International Sexual and Reproductive Health Law Programme
- Joint Amicus Curiae Brief by the European Center for Law and Justice, the Family Research Council and the Society for the Protection of Unborn Children

### Комментарии
- Department of the Taoiseach, «Government Press Statement Re: Judgment of the European Court of Human Rights delivered this morning in the case of A, B and C v Ireland», 16 December 2010
- Center for Reproductive Rights, «European Court of Human Rights Rules that Ireland Abortion Ban Violates Human Rights, But Doesn’t Go Far Enough», Press release 16 December 2010
- European Center for Law and Justice, «A. B. C. Irish abortion case: No human right to abortion under the Convention, says the European Court of Human Rights», Press release 16 December 2010
- Society for the Protection of Unborn Children, «Ireland must reject European court’s abortion judgment, says intervener SPUC», Press Release 16 December 2010
- J. C. von Krempach, «A Comment on A, B and C vs Ireland», turtlebayandbeyond.org
- P. Ronchi, «A, B and C v Ireland: Europe’s Roe v Wade still has to wait?», Law Quarterly Review, 2011, 127(Jul), 365—369